# Teatre Estònia
El Teatre Estònia (en estonià: Estonia Teater) és un teatre d'òpera i sala de concerts situat a Tallinn, la capital d'Estònia. L'edifici modernista va ser dissenyat per dos arquitectes finesos, Armes Lindgren i Wivi Lönn.
El 1865 es va constituir la societat cultural Estonia, per a la promoció de les arts escèniques i la música estonianes. Amb l'expansió de les seues activitats, con la formació d'un grup profesional de teatre en 1906, la societat, com un esforç nacional dels sus dirigents, va empendre el 1913 la construcció de un teatre, que es va obrir al públic el 24 d'agost del mateix any. En aquest moment, era l'edifici més gran de Tallinn.
L'escultor August Weizenberg va donar al nou teatre dues de les seues escultures de marbre més impressionants: «Koit» (alba) i «Hämarik» (vespre), que decoraven el Saló Roig del teatre.
El nou edifici, d'estil modernista-classicista, destinà una de les seues ales a teatre i l'altra a sala de concerts.
Després de l'esclat de la Primera guerra mundial el 1914, part de l'edifici va ser destinada a hospital militar. S'hi instal·là també una església ortodoxa, però en les parts que no utilitzava l'exercit, els actors van continuar les representacions pel seu compte.
El 23 d'abril de 1919, el primer Parlament de la república d'Estònia es va reunir a la sala de concerts. La reconstrucció de l'edifici continua amb modificacions, com el tancament de la balconada de la Sala Blanca i l'addició de la Sala Verda.
L'òpera va ser greument danyada en l'atac aeri soviètic a Tallinn el 9 de març de 1944. Va ser reconstruït en un estil clàssic i estalinista, i va reobrir-se en 1947.